# Emile Kerkhoven
Emile Rudolf Kerkhoven (Gamboeng, 18 maart 1921 – Hoenderloo, 24 november 1944) was een Nederlandse verzetsstrijder. Hij raakte gewond tijdens Operatie Pegasus 2 en overleed enkele dagen later aan zijn verwondingen.

## Levensloop
Kerkhoven werd als tweede kind in een gezin van vier geboren in Nederlands-Indië, waar zijn familie meerdere theeplantages bezat. Zijn grootvader Rudolph Eduard Kerkhoven (1848-1918) is de hoofdpersoon in Hella Haasses roman Heren van de thee, waarin ook zijn zoon Emilius Hubertus Kerkhoven (1883-1975) figureert. Kerkhovens vader kocht in 1930 het landgoed Wekeromse Zand en breidde dat verder uit. In 1933 kwam Emile naar Nederland. Het gezin ging in Bloemendaal wonen.
Kerkhoven zou in Engeland gaan studeren, maar de uitbraak van de Tweede Wereldoorlog gooide roet in het eten. In plaats daarvan ging hij naar de Technische Hogeschool in Delft. Hij weigerde de loyaliteitsverklaring en moest vervolgens onderduiken. Hij sloot zich aan bij de inlichtingengroep van Coenraad van Tijen. Kerkhovens jongere zus Els was als koerierster bij de groep betrokken.
Het gezin-Kerkhoven had de woning De Olde Plak betrokken bij het Wekeromse Zand aangezien hun eerste woning in Bloemendaal was gevorderd door de Wehrmacht. In De Olde Plak werd Emiles vader bezocht door de Edese verzetsleider Derk Wildeboer. Na de Slag om Arnhem in september 1944 waren er veel geallieerde militairen achtergebleven in de regio die waren opgevangen door het plaatselijke verzet. In oktober 1944 was een grote groep dwars door de Duitse linies heen geslopen en door de Rijn over te steken teruggekeerd naar bevrijd gebied. In november 1944 plande het Edese verzet een tweede poging. Wildeboer vroeg of ze voor de tweede crossing gebruik mochten maken van een schuilbivak op het landgoed. Vader Kerkhoven stemde daar mee in op voorwaarde dat zijn zonen Hans en Emile mee mochten als gidsen.
Aan Operatie Pegasus 2 namen ongeveer honderdtwintig man deel, merendeels geallieerde soldaten. De Nederlandse gidsen kregen een Brits uniform en identiteit, zodat zij als krijgsgevangenen zouden worden beschouwd wanneer ze in Duitse handen zouden vallen. De actie was vanaf het begin af aan gedoemd te mislukken. Ter hoogte van boerderij De Heibloem liep de groep recht op een Duitse artilleriestelling in, waarna een alerte wachtpost alarm sloeg. Bij het oversteken van de Rijksweg tussen Ede en Arnhem werd de groep onder vuur genomen en viel uit elkaar. Uiteindelijk slaagde slechts zeven man er in de Rijn over te steken.
Emile Kerkhoven was een van de twaalf personen die gewond raakte bij het oversteken van de Rijksweg. Hij kreeg eerste hulp van de arts Peter Allenby. Deze bleef hem nadat ze gevangen weren gemaakt. Kerkhovens grootste zorg was dat de Duitsers achter zijn ware identiteit zouden komen. Die zorg was niet onterecht. Verschillende Nederlandse arrestanten vielen door de mand en werden later geëxecuteerd.
Zijn broer Hans Kerkhoven slaagde er wel in om na de eerste schotenwisseling veilig terug te keren.
Emile Kerkhoven werd overgebracht naar het Duitse lazaret in Kasteel Deelerwoud in Hoenderloo. Daar overleed hij op 24 november 1944 aan zijn verwondingen. Hij werd onder de naam Eric Wilson, zijn valse Britste identiteit, begraven op de Heidehof in Ugchelen. Zijn graf is later geruimd. Wel is er een herdenkingssteen voor Kerkhoven in het Het Mausoleum in Ede. Van de Amerikaanse regering kreeg Kerkhoven in 1947 postuum de Medal of Freedom uitgereikt. Ook ontving hij het Verzetsherdenkingskruis.